# 레퓨지오 전투
레퓨지오 전투(Battle of Refugio)은 1836년 3월 12일부터 3월 15일까지 텍사스 레퓨지오 근처에서 일어난 전투이다. 멕시코군의 호세 데 우레아 장군과 1,500여명의 병사들이 에이몬 버틀러 킹이 이끄는 28명의 지원병 부대와 윌리엄 워드 중령이 이끄는 약 120명의 부대와 싸웠다. 텍사스 혁명 중 골리아드 작전의 하나로 전투는 멕시코 군의 승리로 돌아갔고, 텍사스 반군은 큰 타격을 입었다.

## 배경
제임스 패닌 대령과 그의 병사들은 옛 프레시디오 라 바이아 요새를 보강하여, "디파이언스 요새"로 이름을 바꾸었다. 초기 교전에서 프랜크 W. 존슨과 제임스 그랜트 지휘 하에 텍사스군이 포로로 잡혔다는 비운의 소식은 골리아드에 모인 지원병들에게 자극을 주기는커녕 오히려 혼란시켰다. 설상가상으로 우레아 장군의 진군으로 반란을 지지했던 정착민이 위기에 처해있다는 것을 패닌은 알았다.
3월 10일, 그는 남겨진 가족을 구출하고 골리아드로 안내하기 위해서 에이몬 B. 킹과 마차를 끄는 소부대를 파견했다. 킹은 이 지역의 멕시코군이 상상한 것보다 거대하다는 것을 알고 레퓨지오 옛 전도소로 대피한 동안, 패닌에게 원군을 요청했다. 패닌은 조지아 대대의 사령관인 윌리엄 워드를 급파하여 킹을 돕게 했다. 워드가 레퓨지오에 도착하면서, 두 장교 간에 지휘권을 놓고 갈등이 생겼다. 이 내부의 싸움으로 여러 작은 분대로 적전 분열되었고, 그 결과 그들은 멕시코군에 각개 격파를 당했고, 생존자들은 우레아 부대에게 생포되었다.
텍사스군 대부분은 킹과 워드의 언쟁 이후에 발생한 일련의 작은 충돌로 죽거나, 잡혀서 처형당했고, 일부는 이후 골리아드 학살에서 처형되었다. 패닌은 킹과 워드가 멀 리가 있는 동안, 샘 휴스턴 장군에게 우레아가 오기 전에 골리아드로 회군하라는 명령을 받았다. 우레아의 전진은 콜레토 전투를 낳았다.

## 같이 보기
- 골리아드 전투